# Crivac
Crivacul a fost o „mașină de extracție” a sării din vechile ocne de sare (instalată la suprafață sau în subteran). În prezent nu se mai întrebuințează. 

## Descriere
O astfel de instalație subterană (unică la ora actuală în Europa prin faptul că se află pe amplasamentul inițial) este expusă în Salina Turda, unde odinioară era funcțională. Crivacul utilizat la deschiderea minei Rudolf de la Turda a fost construit din lemn de brad în anul 1865. Ulterior, în anul 1881 utilajul a fost înlocuit cu altul, cu capacitate de extracție mai mare. Mașina are patru brațe și la fiecare din acestea, pentru acționarea utilajului, erau înhămați unul sau doi cai. Transportul pe verticală a sării din mina Rudolf era organizat în schimburi; Pe tamburul situat la partea superioară a axului crivacului era înfășurat un odgon de cânepă ale cărui capete erau dirijate prin două „canale de cablu” până deasupra puțului de extracție, unde erau petrecute peste doi scripeți (molete) de oțel. În timp ce un capăt al odgonului era ridicat, celălalt capăt cobora, operațiunile de încărcare descărcare având loc simultan, alternativ.

### Crivacul de la Praid
La Muzeul Tehnic Dimitrie Leonida din București se află cea mai veche instalație folosită într-o salină din România. Este vorba de un crivac de la salina Praid, dotat cu un tambur uriaș, pe care se înfășura un cablu (odgon); se fixau la cele două capete ale acestuia doi vagoneți: unul cobora gol în salină, în timp ce altul se ridica plin. Tamburul se rotea cu ajutorul a 4 perechi de cai înhămați. Caii erau mânați de 4 căruțași care își aveau locașul în scaune atașate de câte un braț al tamburului. Acest obiect a funcționat la salina Praid între anii 1762–1950.

## Galerie de imagini

Crivac (desen din sec. XVIII)
Crivac (desen din sec. XVIII)
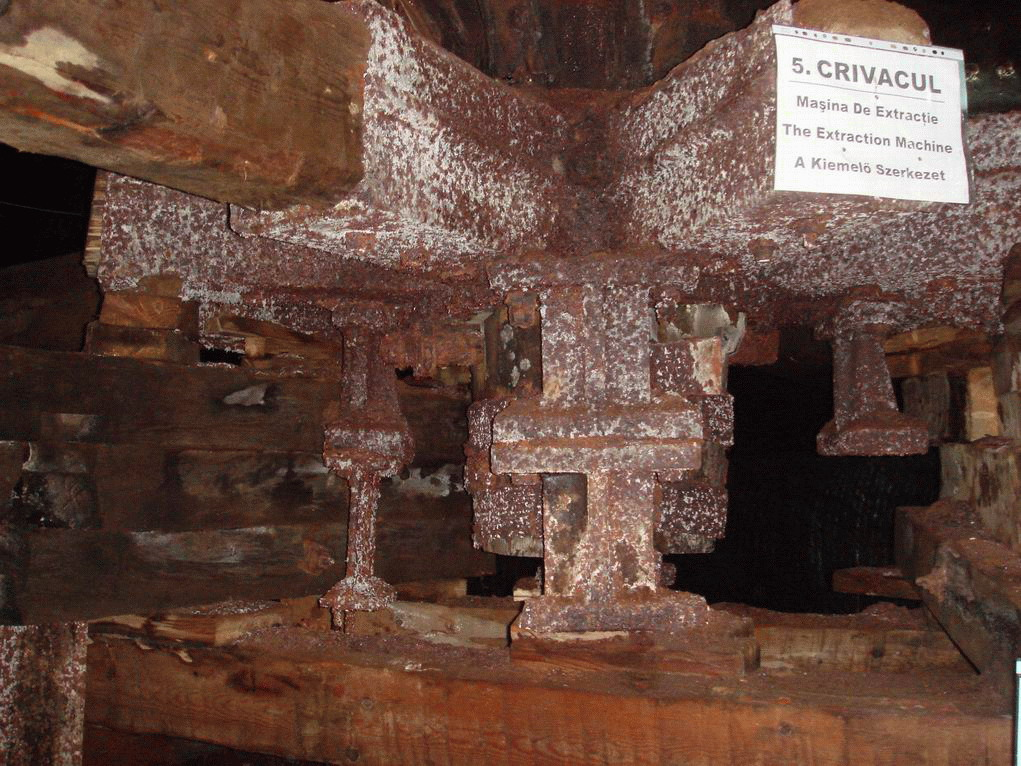
Crivacul de la Salina Turda (detaliu)